# Hemichromis bimaculatus
Hemichromis bimaculatus, conosciuto comunemente come pesce gioiello, è un pesce d'acqua dolce appartenente alla famiglia Cichlidae, sottofamiglia Pseudocrenilabrinae.

## Distribuzione e habitat
Questo pesce è diffuso nei bacini dulcacquicoli delle foreste africane tropicali ed equatoriane (Guinea, Liberia, Ghana, Camerun, Gambia, Senegal, Costa d'Avorio), nonché nel basso corso del Nilo. Abita i fondali bassi sabbiosi e fangosi, a poca distanza dalle rive.

## Descrizione
Il corpo del pesce gioiello è allungato, con fronte convessa e ventre poco arcuto. La pinna dorsale è lunga, l'anale stretta e allungata, la coda ampia e a delta. La livrea prevede un fondo bruno rossastro, con l'opercolo branchiale provvisto di occello nero orlato d'oro. Il corpo è tempestato di chiazze azzurre iridescenti. Le pinne sono rossastre chiazzate di azzurro, con bordo scuro. Durante il periodo dell'accoppiamento la gola e il ventre dei riproduttori si colorano di un rosso intenso. Esistono alcune varietà che rimangono sempre rosse.

## Riproduzione
Formano coppie stabili per molti anni. Dopo la deposizione, entrambi i genitori montano la guardia, difendendo aggressivamente il territorio fino alla schiusa delle uova: i genitori praticano cure parentali molto interessanti fino a che gli avannotti non siano indipendenti.

## Predatori
È predato prevalentemente da Clarias anguillaris e da uccelli acquatici.

## Alimentazione
Si nutre di piccoli pesci e di insetti.

## Acquariofilia

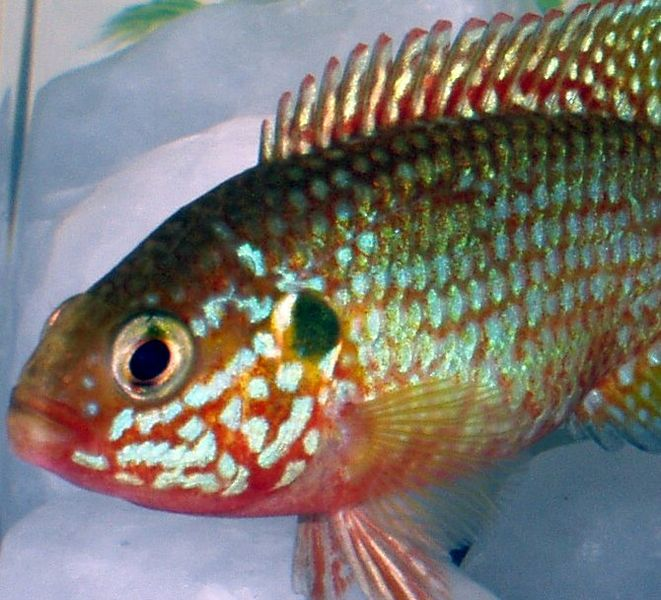
Particolare di un adulto

Il suo aspetto vivace, la facilità di allevamento e di riproduzione hanno reso molto conosciuto il Pesce gioiello, sempre presente nei negozi specializzati. È anche allevato in laboratorio per studi genetici ed etologici.